# 布吉里區
布吉里區是非洲中部國家烏干達的111個區之一，由東部區負責管轄，首府是布吉里，距離金賈約77公里，主要的經濟產業是農業，2010年人口估計為332,900。

## 外部連結
- Bugiri District Information Portal